# Neonesidea phlegeri
Neonesidea phlegeri är en kräftdjursart. Neonesidea phlegeri ingår i släktet Neonesidea och familjen Bairdiidae. Inga underarter finns listade i Catalogue of Life.